# Centrul Național al Cinematografiei
Centrul Național al Cinematografiei (CNC) este o instituție de stat cu o tradiție îndelungată, înființată încă din anul 1934, când a fost promulgată Legea Fondului Național al Cinematografiei, fond destinat creării bazei materiale și finanțării producției cinematografice naționale.
La acea vreme, fondul era alimentat din două taxe: una de un leu, din fiecare bilet de cinema cumpărat, iar alta, de 10 lei pentru fiecare metru de film importat în țară.
Actualul Centru Național al Cinematografiei a fost înființat prin Legea nr. 574/2001, publicată în Monitorul Oficial nr. 685 din 30 octombrie 2001, prin reorganizarea (desființarea), Oficiului Național al Cinematografiei. Rolul său este de organ de specialitate al administrației publice centrale în domeniul cinematografiei, cu personalitate juridică, în subordinea Ministerului Culturii și Cultelor, condus de un președinte și un vicepreședinte, numiți prin ordin al ministrului culturii și cultelor, potrivit legii.
Legea nr. 574/2001 a fost abrogată prin H.G. nr. 229 din 4 martie 2003 privind organizarea și funcționarea Centrului Național al Cinematografiei, modificată la rândul său de H.G. nr. 1.064/2005 privind reorganizarea și funcționarea Centrului Național al Cinematografiei.

## Istoric
În 1971,  Centrul Național al Cinematografiei s-a transformat în Centrala “România-Film” cu Direcția Rețelei Cinematografice, Difuzării Filmelor (D.R.C.D.F.), Casele de Filme 1,  3, 4, 5, iar Centrul de Producție Cinematografică „București” a preluat și Studioul Cinematografic Alexandru Sahia, Studioul Animafilm și Studioul Ion Creangă.